# Katharina Bunk
Katharina Bunk (* 18. Januar 1991 in Kaufbeuren) ist eine deutsche Gedächtnissportlerin und Bionikerin. Im Jahr 2002 begann sie den Gedächtnissport. Bereits im August desselben Jahres folgte die Anmeldung bei der Weltmeisterschaft im Gedächtnissport, bei der sie den ersten Platz in der Wertung Kinder belegte. Weitere Platzierungen waren:
- 2002: Deutsche Kindermeisterin
- 2003: Süddeutsche Kindermeisterin
- 2003: Deutsche Kindermeisterin
- 2004: Süddeutsche Vize-Juniorenmeisterin
- 2005: Deutsche Juniorenmeisterin,[1] Juniorenweltmeisterin,[2] Norddeutsche Meisterin
- 2006: Norddeutsche Meisterin
- 2007: Deutsche Juniorenmeisterin[3]

In ihrer aktiven Zeit erreichte sie auf der Erwachsenen-Weltrangliste des Gedächtnissports Platz 16. Nach über 10 Jahren Inaktivität hält sie 2021 noch Rang 125, ihr Bruder Sebastian erreichte Platz 21 und hielt im Jahr 2021 noch Platz 165. Am 16. Februar 2007 war Katharina Bunk Gast in der Sendung Pssst... bei Harald Schmidt.
Sie besitzt einen Abschluss in Bio-Wissenschaft an der Ludwig-Maximilians-Universität München und studierte Bionik/Biomimetics in Energy Systems an der Fachhochschule Kärnten. Sie schloss das Studium an der Technischen Universität Dresden mit einem Master ab und promovierte 2019 in Freiburg.